# Luitenant Calberg monument

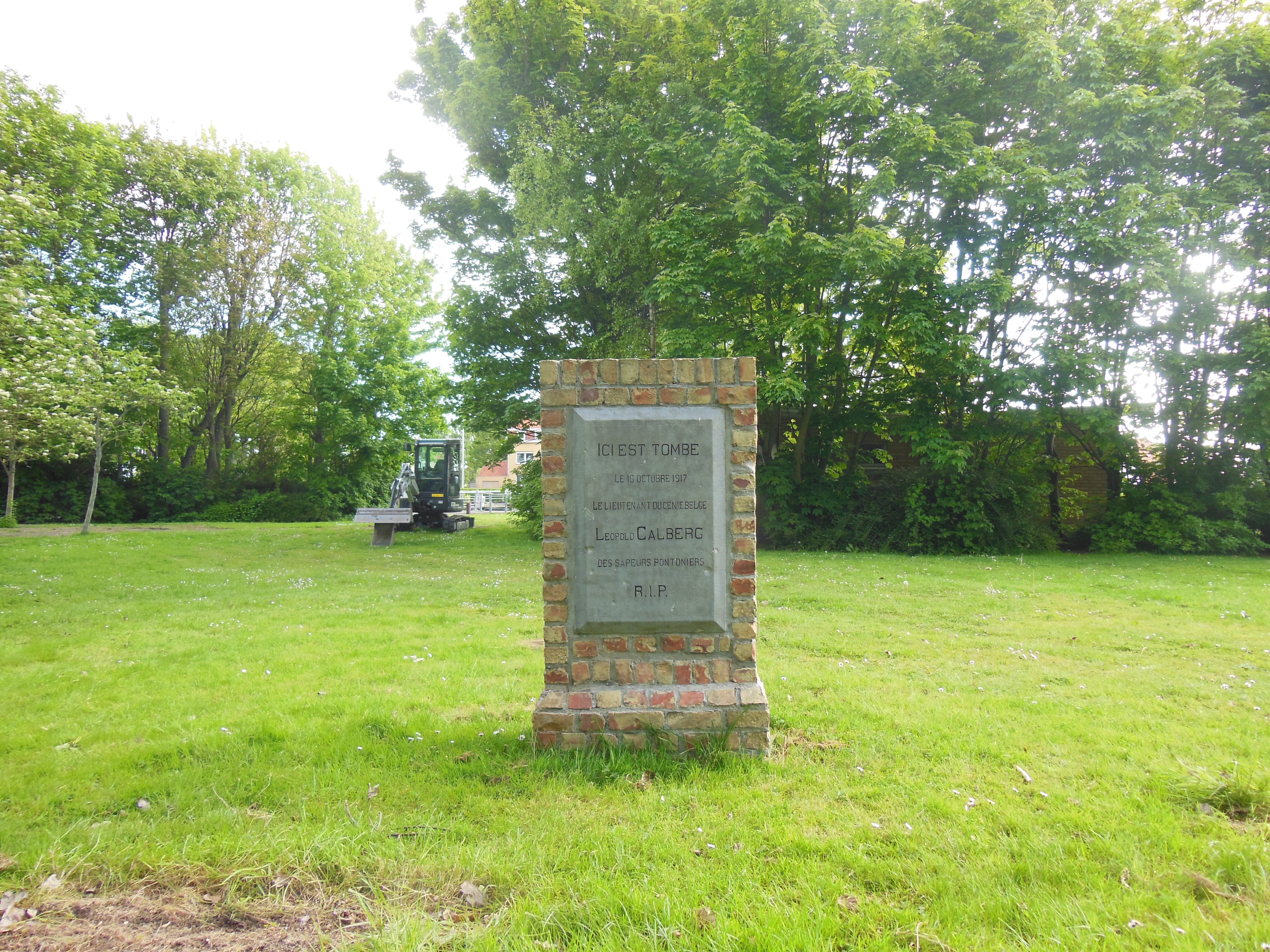
Het Luitenant Calberg monument

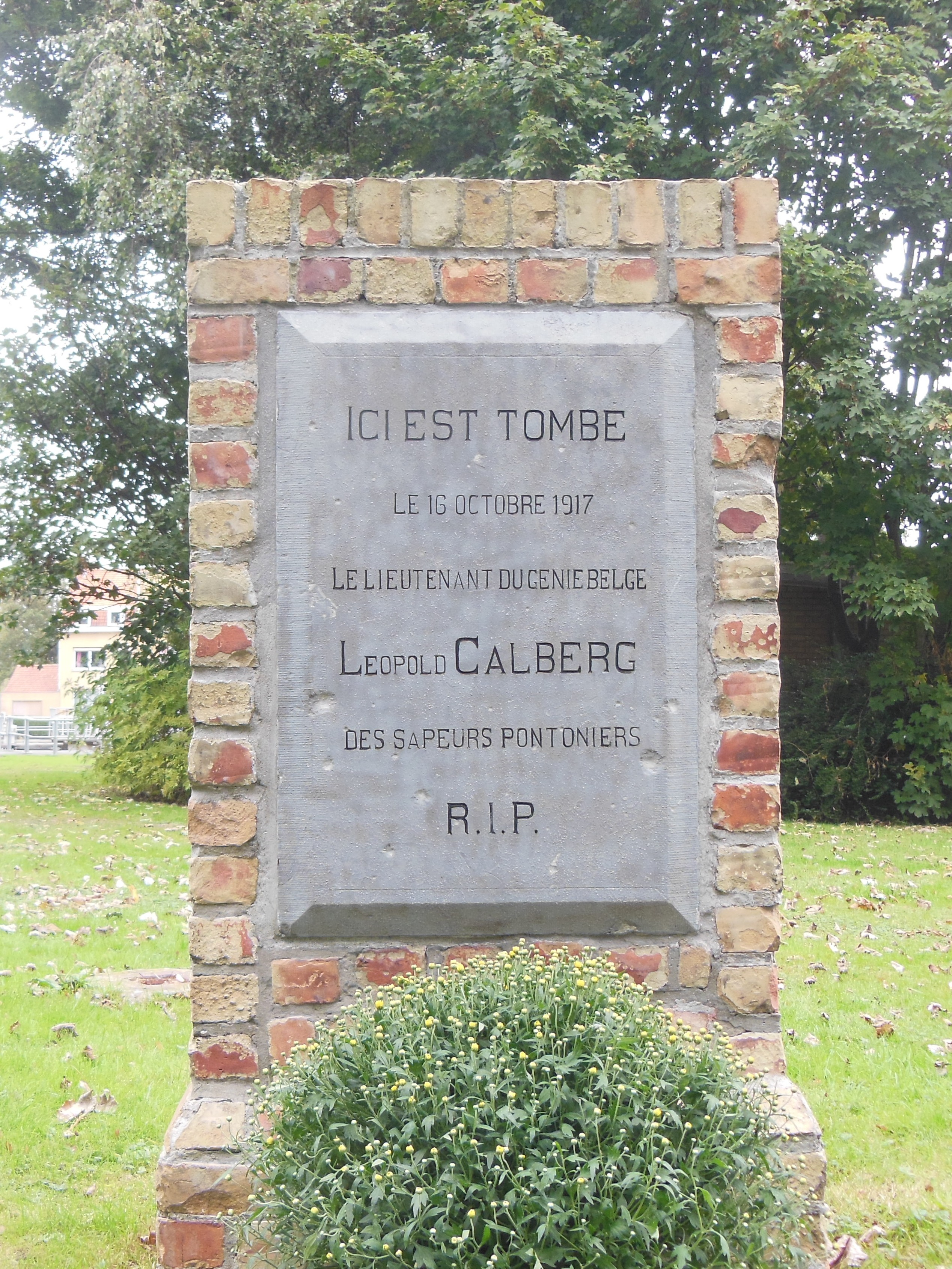
Opschrift op het Luitenant Calberg monument

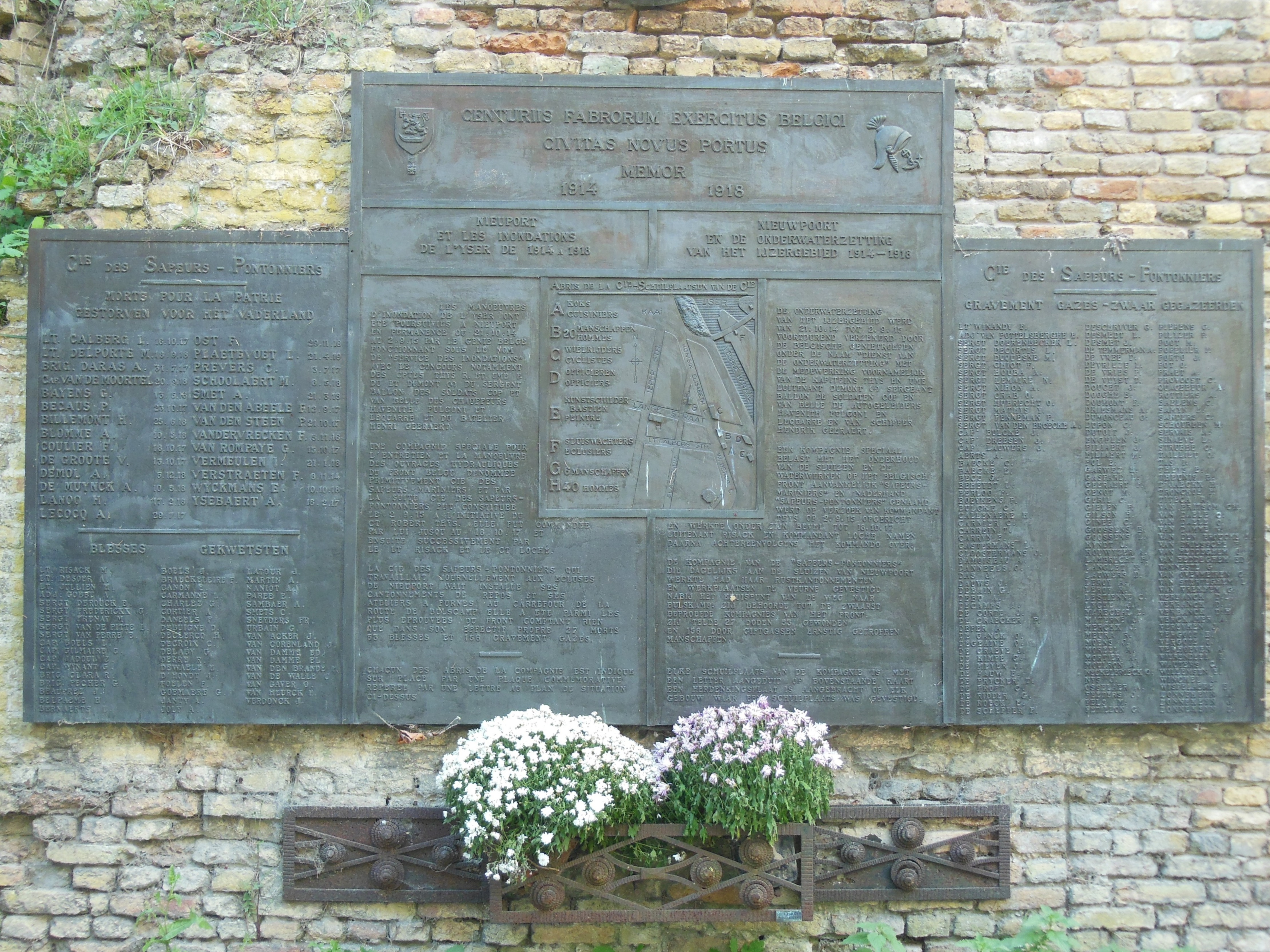
Gedenkplaat van de Compagnie Sapeurs-Pontonniers

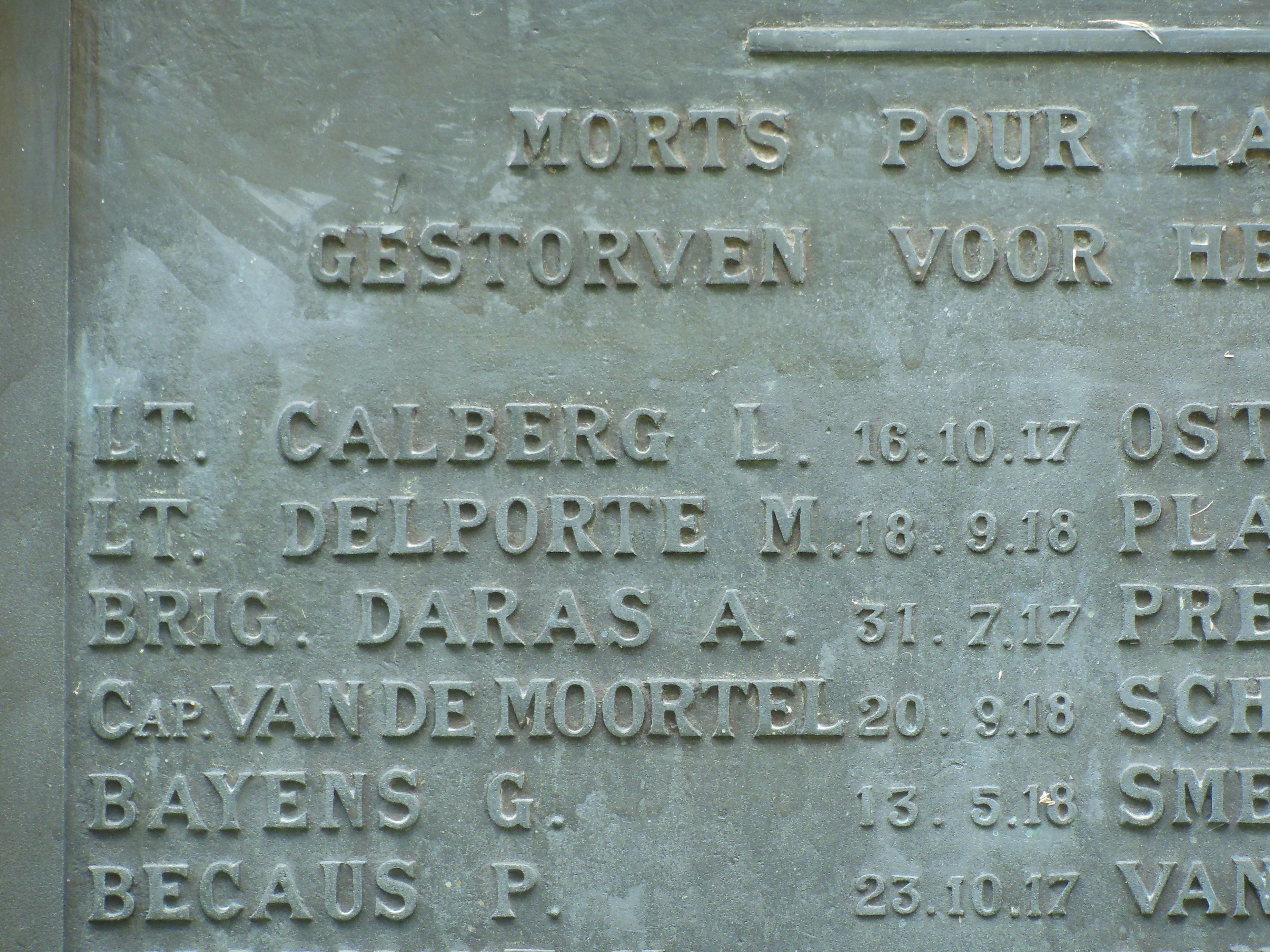
Luitenant Calberg op de Gedenkplaat van de Compagnie Sapeurs-Pontonniers

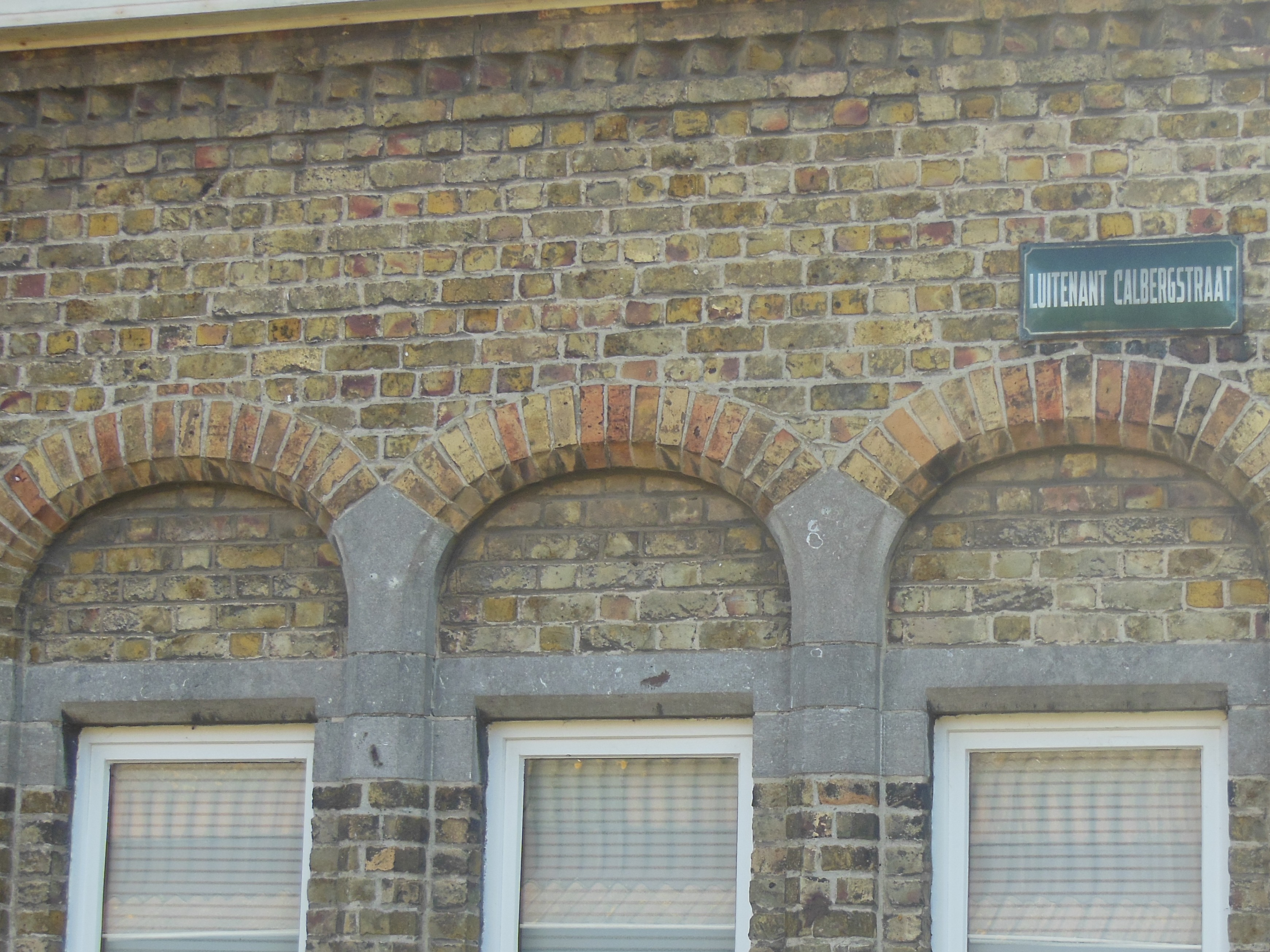
Luitenant Calbergstraat

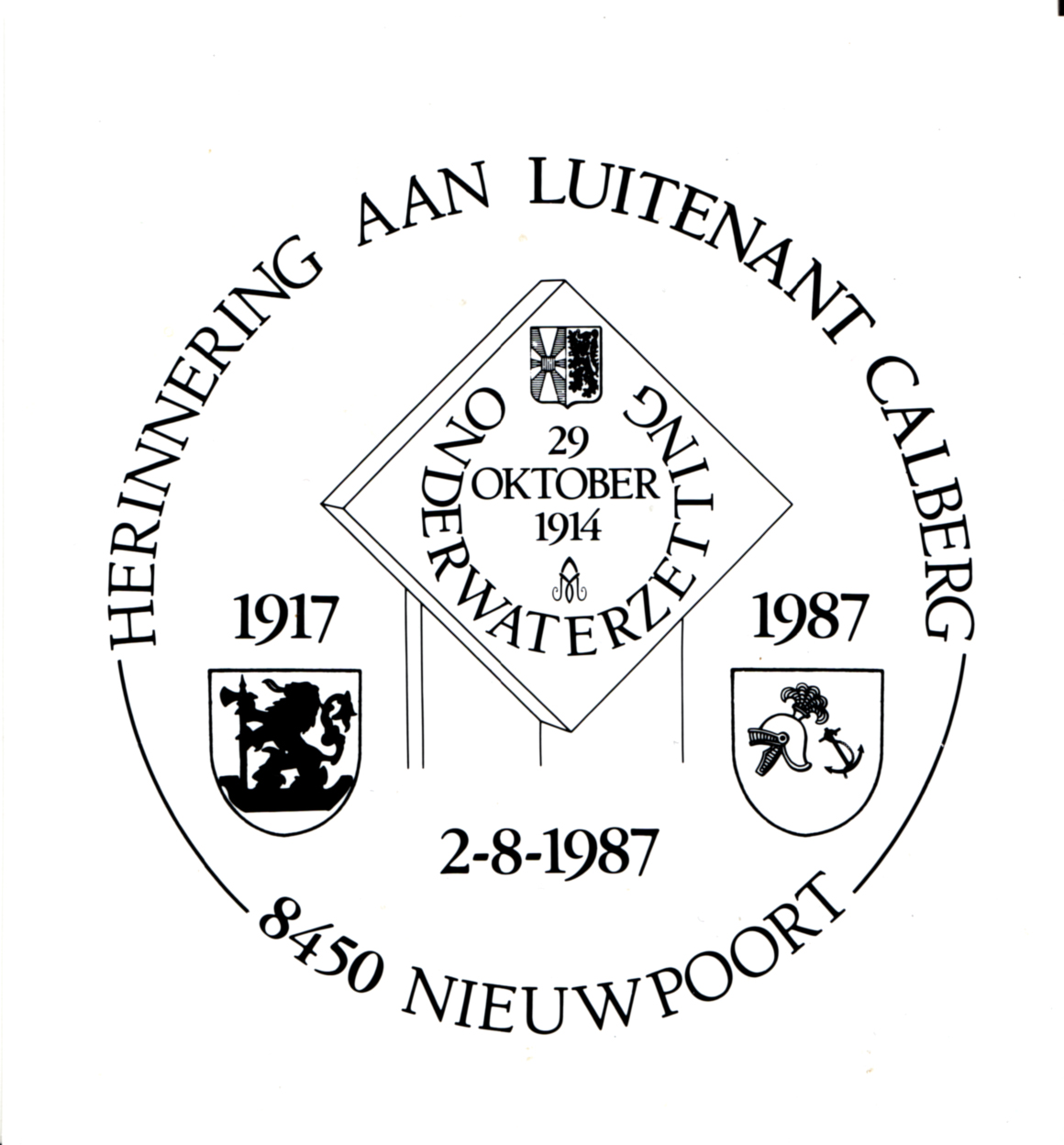
Poststempel ter herinnering aan Luitenant Calberg

Het Luitenant Calberg monument is een gedenkteken voor een Belgische gevallene van de Eerste Wereldoorlog, Leopold Calberg. Het is een anderhalve meter hoog rechthoekig bakstenen muurtje op een sokkel met ingemetselde hardstenen plaat met opschrift " ICI EST TOMBE LE 16 OCTOBRE 1917 LE LIEUTENANT DU GENIE BELGE LEOPOLD CALBERG DES SAPEURS PONTONIERS R.I.P. Het werd opgericht door zijn nabestaanden bij het sluizencomplex van Nieuwpoort, de plaats waar hij diende en waar hij dodelijk getroffen werd. Het heeft een blijvende betekenis als voorbeeld van de wijze waarop de natie, de wapenmakkers en nabestaanden omgingen en nog omgaan met het verlies van de vele beloftevolle jonge slachtoffers van de oorlog.

## Luitenant Calberg

### Levensloop
Leopold Joseph Marie Julien Calberg (1889-1917) werd geboren te Luik 8 december 1889 als zoon van Leopold Charles Joseph Calberg en Isabelle Jeanette Marie Julienne Docquier. Hij woonde in Angleur en was ongehuwd. Hij studeerde aan de faculteit techniek van de Universiteit van Luik. In 1913 behaalde hij het diploma van mijningenieur waarna hij actief was in de staalindustrie in Dudelange in het Groothertogdom Luxemburg. Op 1 augustus 1914 nam hij dienst als vrijwilliger en werd ingelijfd bij de compagnie pioniers van de 3e legerdivisie in het fort van Hollogne.
Na de aftocht uit Luik nam hij deel aan de verdediging van Antwerpen en de terugtocht naar de IJzer. Bij de gevechten bij Diksmuide onderscheidde hij zich door grote moed en dapperheid waarvoor Admiraal Ronarc’h hem het Franse Oorlogskruis eerste klasse liet toekennen. Na een opleiding in een militair instructiecentrum in Ardres, werd hij ingedeeld bij de Compagnie Sapeurs-Pontonniers van het 2de Bataljon Genie van de 6de Legerdivisie die instond voor de bediening en onderhoud van het het sluizencomplex van Nieuwpoort. Op 1 januari 1915 werd hij onderluitenant benoemd met stamnummer 18021, eervol vermeld in de dagorder van het veldleger en kreeg hij het Oorlogskruis. Op 21 juli 1917 raakte hij tijdens een beschieting met gasgranaten geïntoxiceerd. In september 1917 was hij terug op post te Nieuwpoort. Op 1 oktober 1917 werd hij tot luitenant benoemd.

### Overlijden
Leopold Calberg overleed op 16 oktober 1917 in Nieuwpoort. Over de juiste datum van overlijden hebben misverstanden de ronde gedaan. Ze waren een gevolg van vergissingen in het boek “Nieuport 1914-1918” van Kapitein-commandant Robert Thys die later door Thys zelf met een getypte lijst van correcties recht gezet werden.
Leopold Calberg overleed volgens het IV-NIOOO (Instituut voor Veteranen — Nationaal Instituut voor Oorlogsinvaliden, Oud-strijders en Oorlogsslachtoffers) als gevolg van gasintoxicatie.
De commandant van de Compagnie des Sapeurs-Pontonniers, Thys Robert, vermeldt geen duidelijke doodsoorzaak.
Een andere bron stelt dat hij dodelijk getroffen werd bij een artilleriebeschieting.
Het agentschap Onroerend Erfgoed van de Vlaamse Overheid stelde in een niet meer actieve website dat hij op de plaats waar nu zijn gedenksteen staat getroffen werd door een kogel.

### Begraafplaats
Leopold Calberg werd op 18 oktober op de Belgische militaire begraafplaats van Adinkerke begraven. Na de oorlog werd zijn stoffelijk overschot overgebracht naar de gemeentelijke begraafplaats van Sainte-Walburge nabij Luik waar hij nog steeds begraven ligt onder een monumentale zerk.
Het agentschap Onroerend Erfgoed van de Vlaamse Overheid stelde foutief, in een niet meer actieve website, dat hij begraven ligt op de militaire begraafplaats Adinkerke. De site Belgische militaire begraafplaats Adinkerke stelt eveneens foutief “Tenslotte ligt Luitenant Leopold Calberg hier begraven…”.

### Eerbewijzen
Na de Eerste Wereldoorlog kreeg een kazerne in Burcht de naam “Luitenant Calbergkazerne”. Ze werd in het voorjaar van 1975 afgebroken.
Luitenant Calberg wordt met de datum van overlijden 16.10.17 vermeld op de bronzen gedenkplaat van de Compagnie Sapeurs-Pontonniers aan de ruïne van de Sint-Laurentiustoren.
In Nieuwpoort werd de straat waar na de oorlog de Rijksmiddenschool werd gebouwd naar Luitenant Calberg benoemd. Die straat is niet langer openbaar en de school heet nu Atheneum met als adres Arsenaalstraat 20.
Luitenant Calberg Leopold wordt vermeld op het marmeren memoriaal ter herinnering aan de 497 oorlogsslachtoffers van de universiteit van Luik.
Op initiatief van de Koninklijke Postzegelclub van de Westhoek werd naar aanleiding van het jaarlijks “Huldebetoon aan Z.M. Koning Albert I en de Helden van de IJzer” op 2 augustus 1987 een marcophiel blad “Herinnering aan Luitenant Calberg” uitgegeven.
Luitenant Calberg werd vereerd met Franse en Belgische eervolle onderscheidingen.

## Eretekens van de eervolle onderscheidingen van Luitenant Calberg

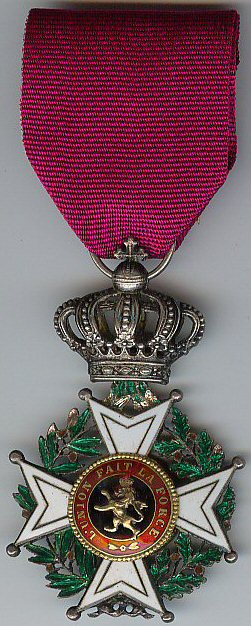
Ridder in de Leopoldsorde
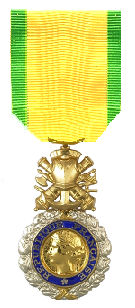
Franse “Medaille Militaire”
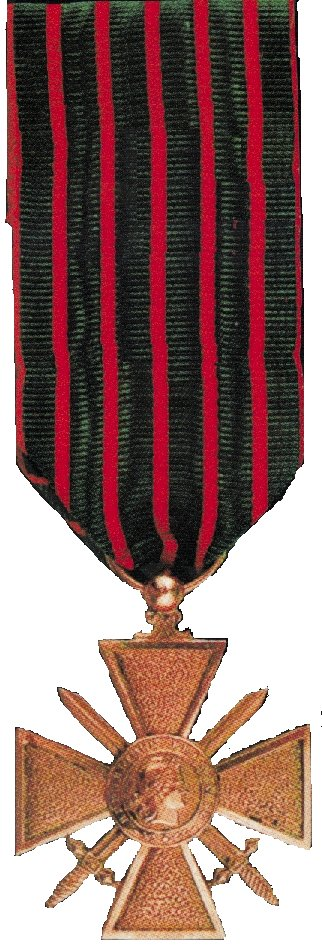
Frans Oorlogskruis
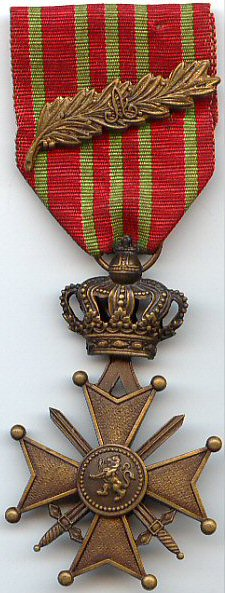
Belgisch Oorlogskruis 1914-18
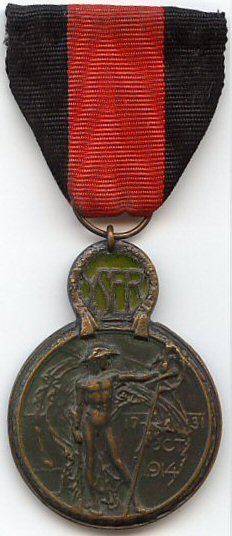
IJzermedaille